# إدريس الصديقي
ادريس الصديقي (بالهولندية: Dries Saddiki)‏ (9 أغسطس 1996 بفينلو في هولندا - ) هو لاعب كرة قدم هولندي في مركز الوسط. لعب مع فورتونا سيتارد ونادي أم صلال ونادي أبها.

## وصلات خارجية
- إدريس الصديقي على موقع قاعدة بيانات كرة القدم.إي يو (الإنجليزية)
- إدريس الصديقي على موقع Soccerway.com (الإنجليزية)
- إدريس الصديقي على موقع عالم كرة القدم.نت (الإنجليزية)